# Proavga attenuata
Proavga attenuata är en stekelart som beskrevs av Papp 1993. Proavga attenuata ingår i släktet Proavga och familjen bracksteklar. Inga underarter finns listade i Catalogue of Life.